# Сэйл, Оливер
Оливер Сэйл (англ. Oliver Sail; родился 13 января 1996 года, Окленд, Новая Зеландия) — новозеландский футболист, вратарь австралийского клуба «Перт Глори».

## Клубная карьера
Оливер начал свою карьеру в новозеландском клубе из Окленда «Окленд Сити» в возрасте 17 лет. Сыграл 1 матч с клубом в Премьер-Лиге Новой Зеландии. С 2014 года играет за клуб «Веллингтон Феникс». По общим подсчётам с клубом сыграл 37 матчей, участвуя как в Премьер-Лиге, так и в А-лиге..

## Сборная
В 2013 году Оливер Сэйл принял участие в юношеском чемпионате, сыграв за сборную Новой Зеландии до 17 лет против Уругвая, Италии и Кот-д’Ивуара.
В 2015 году Сэйл принял участие в молодёжном чемпионате, сыграв за сборную Новой Зеландии до 20 лет против Украины, США, Мьянмы и Португалии.
Начиная с 2017 года, Оливер играет в национальной сборной Новой Зеландии. Он уже сыграл один матч против сборной Соломоновых островов.